# Cynoglossum modorense
Cynoglossum modorense là loài thực vật có hoa trong họ Mồ hôi. Loài này được Rech. mô tả khoa học đầu tiên năm 1914.